# Dekanat Óbudai
Dekanat Óbudai – jeden z 16 dekanatów rzymskokatolickiej archidiecezji ostrzyhomsko-budapeszteńskiej na Węgrzech. 
Według stanu na kwiecień 2018 w skład dekanatu Óbudai wchodziło 8 parafii rzymskokatolickich. 

## Lista parafii
W skład dekanatu Óbudai wchodzą następujące parafie:
1. Parafia św. Józefa w Budapeszcie-Békásmegyer-Ófalu
2. Parafia Najświętszego Serca Jezusowego w Budapeszcie-Csillaghegy
3. Parafia Świętych Apostołów Piotra i Pawła w Budapeszcie-Óbuda
4. Parafia Trójcy Przenajświętszej w Budapeszcie-Óbuda-Hegyvidék
5. Parafia św. Euzebiusza z Ostrzyhomia w Budapeszcie-Pünkösdfürdő
6. Parafia Narodzenia Pana Jezusa w Budapeszcie-Rómaifürdő
7. Parafia Najświętszej Maryi Panny w Budapeszcie-Szentendre
8. Parafia Nawiedzenia Najświętszej Maryi Panny w Budapeszcie-Újlak